# Cratere Jen
Jen  è un cratere sulla superficie di Marte.